# 葛城皇子
葛城 皇子（かずらきのみこ/かずらきのおうじ/かつらぎのみこ/かつらぎのおうじ。生没年不詳)は、飛鳥時代の皇族。古事記では葛城王の表記もある。

## 系譜・経歴
欽明天皇の皇子。母は蘇我稲目の娘の小姉君。同母兄に茨城皇子、同母弟、同母妹に穴穂部間人皇女(用明天皇皇后・厩戸皇子の母)、穴穂部皇子、泊瀬部皇子(崇峻天皇)がいる。事績は伝わっていない。のちに用明天皇なきあとの皇位継承者候補に入っていないところからすると、それ以前に亡くなっていた可能性が大きい。